# Бёрнс, Уильям Джон
Уильям Джон Бёрнс (англ. William John Burns) (19 октября 1861, Балтимор, США — 14 апреля 1932, Сарасота, США) — американский частный детектив, основатель детективного агентства William J. Burns International Detective Agency, директор Бюро расследований (1921–1924), предшественника ФБР. Получил прозвище «американский Шерлок Холмс» благодаря участию в громких расследованиях и популярности в прессе. После отставки занялся писательской деятельностью, публикуя книги и мемуары на основе своей детективной практики.

## Биография

### Ранние годы
Родился 19 октября 1861 года в Балтиморе (штат Мэриленд) в семье Майкла и Бриджит Бёрнс (урождённой Трэйхи). Вскоре после его рождения семья переехала в Зейнсвилл, а затем в Колумбус (штат Огайо), где его отец продолжил работать портным, а позднее занял пост комиссара полиции. Бёрнс получил образование в приходской школе и коммерческом колледже, после чего некоторое время работал в бизнесе отца. Благодаря отцу же он получил возможность попробовать себя в детективной деятельности и быстро проявил выдающиеся способности, помогая полиции Колумбуса в раскрытии преступлений. После успешного расследования дела о фальсификации выборов в Огайо в 1885 году, власти штата официально обратились к нему за помощью. Тогда же он получил широкий отклик в прессе и многочисленные предложения о работе.

### Карьера в Секретной службе США (1889–1903)
В 1889 году Бёрнс поступил на службу в Секретную службу США. Он работал сначала в Сент-Луисе, а затем в Вашингтоне. Среди его наиболее заметных достижений — арест в 1894 году фальшивомонетчика Бернарда Броквея, избегавшего правосудия более 25 лет, и раскрытие дела о подделке валюты в Коста-Рике в 1896 году. При раскрытии дела Броквея Бёрнс организовал скрытое наблюдение с участием своей жены, а также лично провёл оперативные действия, приведшие к задержанию сообщника, который затем стал осведомителем. В 1897 году он под видом страхового агента разоблачил участников линчевания в Индиане, чьи личности не могли установить местные власти.

### Государственные расследования (1903–1908)
В 1903 году Бёрнс по поручению Министерства внутренних дел США расследовал масштабные земельные махинации на Западном побережье, приведшие к уголовному преследованию нескольких высокопоставленных лиц, включая сенатора США Джона Хиппла Митчелла. Дела касались мошенничества с участием фиктивных заявителей, продававших государственные земли подставным компаниям. Затем он работал в Сан-Франциско, где в течение трёх лет вёл громкое антикоррупционное расследование против политической группировки под руководством «босса» Эйба Рюфа, в результате которого последний был осуждён. Расследование финансировалось частными инвесторами, включая банкира Рудольфа Шпрекелса, а для сбора улик Бёрнс использовал провокационные методы, включая подставные газетные заголовки, чтобы склонить фигурантов к даче признательных показаний.

### Создание детективного агентства (1909–1910)

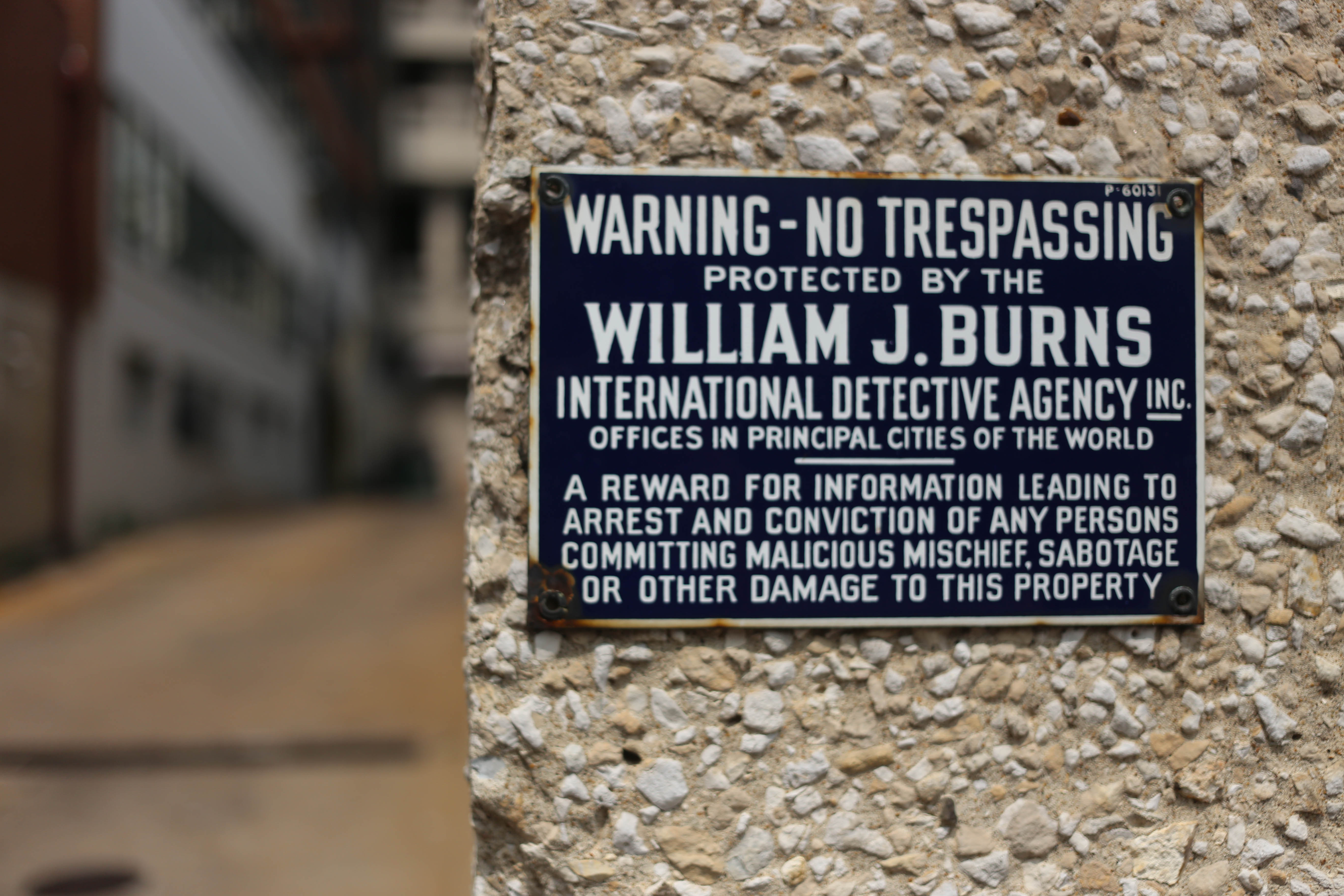
Предупреждающая табличка от детективного агентства Уильяма Дж. Бёрнса с обещанием вознаграждения за информацию о нарушителях.

В 1909 году Бёрнс в партнёрстве с Уильямом П. Шериданом основал агентство Burns and Sheridan Detective Agency. После того как Шеридан вышел из бизнеса, Бёрнс продолжил дело самостоятельно, и 11 марта 1910 года открыл William J. Burns National Detective Agency, которое вскоре имело отделения по всей стране. Агентство обслуживало, в частности, более 12 тысяч банков — членов Американской банковской ассоциации, а также сотрудничало с торговыми ассоциациями и гостиничными сетями. В течение первого года было открыто более двадцати региональных офисов, а управление отделением в Чикаго он поручил своему сыну Рэймонду. Бёрнс лично занимался подбором сотрудников и организацией оперативной работы в регионах.

### Известные дела (1910–1914)

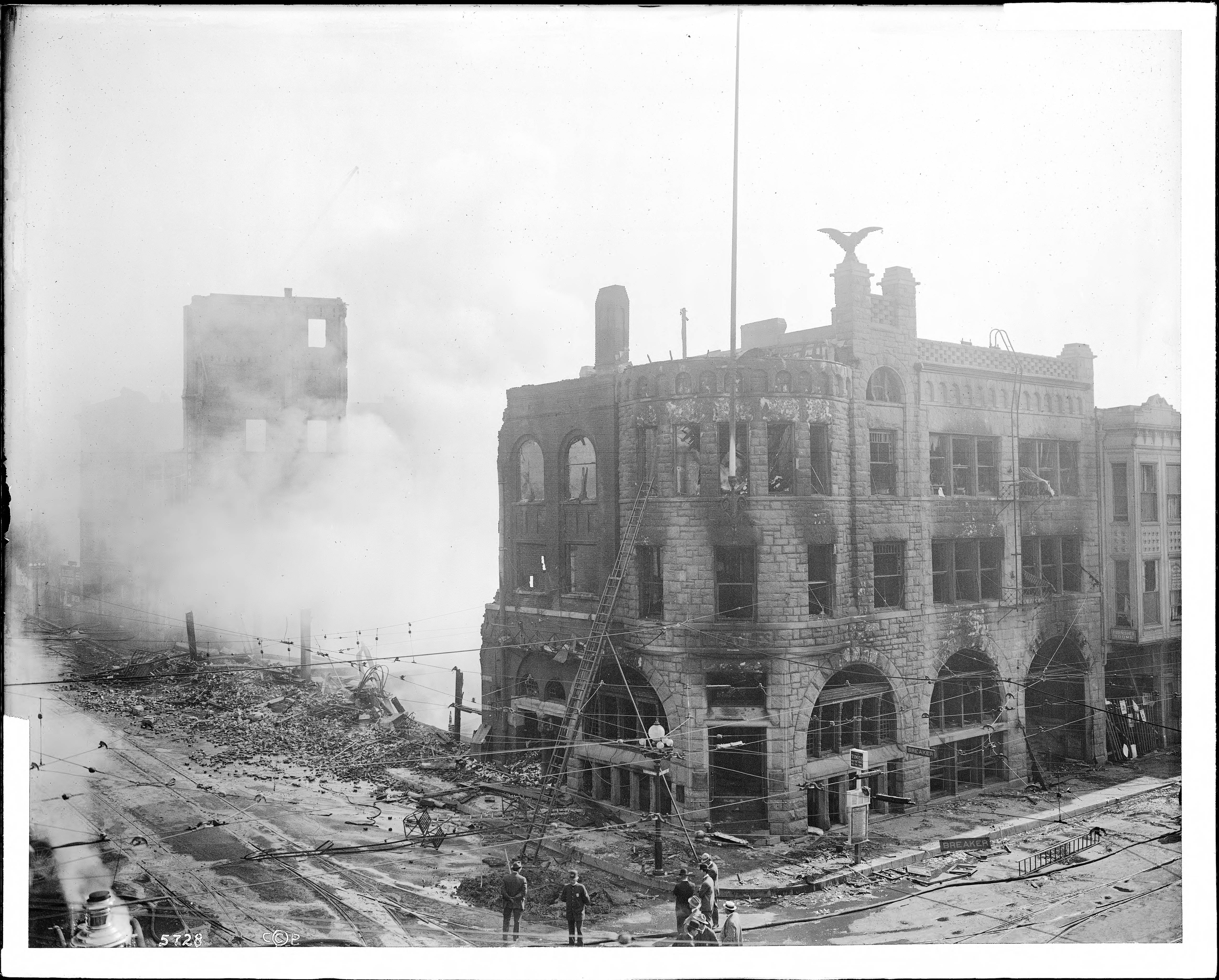
Здание Los Angeles Times после взрыва 1 октября 1910 года.

Он прославился как один из самых результативных частных детективов своего времени, в прессе его часто называли «американский Шерлок Холмс». Одним из самых громких дел стало его участие в расследовании террористического акта в редакции Los Angeles Times в 1910 году, где погибли 21 человек. Бёрнс собрал доказательства против членов профсоюза строителей, включая братьев Макнамара, приведшие к их признанию вины и тюремным срокам. Для получения улик он применил новое техническое средство — диктограф, с помощью которого были записаны разговоры обвиняемых. Также он участвовал в разоблачении коррупции в Атлантик-Сити и Детройте, а в 1912 году сыграл важную роль в раскрытии убийства нью-йоркского преступника Германа Розенталя, повлёкшего за собой казнь четырёх человек и осуждение полицейского лейтенанта.
В 1914 году Бёрнс собрал доказательства, указывавшие на невиновность Лео Франка, приговорённого к смерти по обвинению в убийстве школьницы Мэри Фэган. Он поставил под сомнение достоверность ключевых свидетельств обвинения и представил материалы, компрометирующие другого подозреваемого — Джима Конли. Однако в атмосфере антисемитских настроений Бёрнс был подвергнут травле, обвинён в «защите евреев» и фактически изгнан из штата. Во время своей поездки в Джорджию по этому делу он едва не стал жертвой самосуда.

### Назначение в Бюро расследований (1921–1924)
22 августа 1921 года Бёрнс был назначен директором Бюро расследований (предшественника ФБР) по инициативе своего друга, генерального прокурора Гарри М. Догерти. Он начал реорганизацию ведомства, создал централизованный архив дактилоскопических данных, инициировал создание программ подготовки агентов. Однако после вступления в должность он сохранил связи со своим частным агентством: сотрудники агентства и сотрудники Бюро зачастую работали совместно. Эти практики вызывали обеспокоенность, особенно в контексте борьбы с радикальными профсоюзами. Так, в 1923 году по просьбе руководства медных шахт Аризоны Бёрнс направил федеральных агентов для работы внутри профсоюза Индустриальных рабочих мира (IWW). Один из агентов под прикрытием вступил в профсоюз, чтобы провоцировать и организовывать аресты его членов. Похожую роль играл его преемник, который подписывал новых членов, а затем передавал информацию для их задержания.
Во время руководства Бёрнса Бюро также занималось расследованием деятельности Ку-клукс-клана. Наряду с этим оно вело политическую слежку: агенты следили за критиками администрации Гардинга, взламывали офисы и дома конгрессменов, прослушивали телефоны и перехватывали переписку. Особенно резонансным стало установление наблюдения за сенаторами Бёртоном Уилером и Томасом Уолшем в период расследования нефтяного скандала Тёплых источников. Эти действия привели к началу парламентского расследования и стали одной из причин отставки Бёрнса 14 июня 1924 года по требованию нового генерального прокурора Харлана Ф. Стоуна.

### Поздние годы и литературная деятельность
В 1927–1928 годах Бёрнс вновь оказался в центре скандала: он был осуждён за неуважение к суду за слежку за присяжными по делу своего клиента Гарри Ф. Синклера, однако в дальнейшем был освобождён по решению суда.
После отставки он вернулся к частной практике и занялся литературной деятельностью. Он опубликовал ряд произведений, часто основанных на эпизодах из собственной карьеры, включая The Masked War (1913), The Crevice (1915, в соавторстве с Изабель Острэндер) и Stories of Check Raisers and How to Protect Yourself (1923). Также писал статьи для журналов, включая McClure’s, True, Ladies' Home Journal и The Nation.
Несмотря на прозвище «американский Шерлок Холмс», Бёрнс с иронией относился к этим сравнениям, говоря: «Шерлок Холмс был весьма интересным персонажем, но за все годы работы мне ни разу не пришлось изучать табачный пепел, играть на скрипке или пользоваться лупой. Здравого смысла мне было вполне достаточно».
Умер Уильям Джон Бёрнс 14 апреля 1932 года от сердечного приступа в Сарасоте, штат Флорида. Был женат с 1880 года на Энни Ресслер, в браке родилось шестеро детей, четверо из которых пережили отца.

## Литературная деятельность
Уильям Бёрнс активно занимался литературной и публицистической деятельностью. В своих книгах и статьях он описывал реальные уголовные дела, в расследовании которых принимал участие, а также предлагал советы по безопасности и защите от мошенничества.
Библиография:
- The Masked War: The Story of a Peril That Threatened the United States (George H. Doran Company, New York, 1913; также издавалась в Лондоне и Торонто) — книга о расследовании взрыва в редакции Los Angeles Times и разоблачении профсоюзных радикалов.
- What Burns Says About Check Raising and Check Protection (G.W. Todd & Co., Rochester, NY, 1913) — брошюра с советами по защите от чековых мошенников.
- Stories of Check Raisers and How to Protect Yourself (Bankers Supply Company, Chicago, 1923) — рассказы и практические советы на ту же тему.
- The Crevice (в соавторстве с Изабель Острэндер) (W.J. Watt & Co., New York, [1915]) — художественный роман, основанный на реальных расследованиях.
- The Argyle Case (1913) — детективный роман; экранизирован.

## Наследие и оценки
Имя Бёрнса стало известно широкой публике ещё в 1910 году, когда он был указан как автор сюжета короткометражного фильма The Ashbury Park Murder Mystery, снятого продюсером Джорджем К. Ридом. В фильме, как и в ряде других постановок той эпохи, использовался образ детектива, раскрывающего преступление с помощью переодевания и психологического давления — методов, характерных и для самого Бёрнса.
Весной 1913 года Уильям Бёрнс посетил Артура Конан Дойла в его доме в Кроуборо (Англия). Эта встреча подробно описана в исследовательской литературе и считается потенциальным источником вдохновения для образа Бёрди Эдвардса — героя романа Долина страха (The Valley of Fear). Бёрнс произвёл сильное впечатление своим стремлением рассказать о себе и собственной книгеThe Masked War (1913), изданной у того же американского издателя, что и произведения Конан Дойла. По мнению исследователей, Бёрнс, увлечённый собственным героическим образом, мог стать одной из моделей для вымышленного американского детектива, скрывающегося под вымышленным именем и действующего в анархическом профсоюзном подполье.
В 1914 году Бёрнс исполнил самого себя в художественном фильме $5,000,000 Counterfeiting Plot, основанном на одном из его реальных дел. Фильм, показанный на премьере в Нью-Йорке лично Бёрнсом, рассказывал о расследовании крупной фальшивомонетной схемы, проведённом вместе с агентом Флоренс Касл. В эпилоге картины фигурировало поздравление от сэра Артура Конан Дойла. Этот фильм стал одним из первых примеров, когда реальный детектив сыграл самого себя в художественном кино.
В 1917 году Бёрнс обосновался в особняке «Shadowbrook» в Брайерклифф-Мэноре (пригород Нью-Йорка), где проживал с семьёй и принимал известных гостей, включая губернатора Эла Смита и писателя Оуэна Джонсона, который использовал Бёрнса как прототип литературного героя-детектива Маккенны. Годом ранее он совместно с Конан Дойлом посетил тюрьму Синг-Синг в рамках исследования американской пенитенциарной системы. По воспоминаниям современников, Конан Дойл называл Бёрнса «американским Шерлоком Холмсом», а The New York Times — «величайшим детективом Америки».
Несмотря на культовый имидж «героя-сыщика», деятельность Бёрнса подвергалась резкой критике. Он обвинялся в применении спорных методов, включая слежку за политиками, радикальными движениями и профсоюзами, а также в недобросовестной конкуренции и манипуляциях. Его работа в Бюро расследований завершилась в 1924 году на фоне политического скандала и расследования вмешательства в дело Teapot Dome.
Созданное им агентство Burns International Detective Agency просуществовало почти сто лет, конкурируя с Pinkerton и другими крупнейшими охранными структурами США. В 2000 году агентство было приобретено шведской корпорацией Securitas AB, став частью крупнейшей охранной компании мира. На момент слияния агентство занимало второе место среди частных охранных компаний в США и продолжало использовать бренд Burns в ряде регионов. В 2004 году на слушаниях в Конгрессе США оно было названо «одной из легендарных охранных структур», а самого Бёрнса охарактеризовали как «величайшего детектива, которого знала Америка».
Кроме того, Бёрнс оказал заметное влияние на внедрение технических средств в сферу правопорядка. В период работы в частном агентстве и в Бюро расследований он активно применял такие методы, как перехват телеграфных сообщений и скрытое аудионаблюдение. Эти спорные на тот момент практики во многом благодаря ему стали восприниматься как легитимные и впоследствии вошли в арсенал американских спецслужб.